# 文光街道
文光街道是中国广东省汕头市潮阳区所辖的一个街道，位于潮阳城区中部。它同时也是潮阳区党政机关所在地。于1995年4月棉城撤镇分拆成三个街道办事处时设立。东与濠江区相接，西枕金浦街道，南连城南街道的新宫、新华、口美、后双园居委会，北至城北一路。下辖兴归、文光、平和东、西双、平东、桃园、西门、双望、旷园、古帅10个居委会。2003年末总人口为146649人。